# پودوئنژه شلاختسکیه
پودوُئنژه شلاختسکیه (لهستانی: Podłęże Szlacheckie؛ ‏ [pɔdˈwɛ̃ʐɛ ʂlaˈxɛt͡skʲɛ]) روستایی در گمینا پژستاینگ در شهرستان کوابوتسک واقع در استان سیلسیان لهستان که در ۲۲ کیلومتری غرب کوابوتسک و ۷۵ کیلومتری شمال کاتوویتسه قرار دارد.